# Tonkin-Schwarzlangur
Der Tonkin-Schwarzlangur  oder Francois-Langur (Trachypithecus francoisi) ist eine Primatenart aus der Gruppe der Schlankaffen (Presbytini). Benannt wurden sie nach Auguste François (1857–1935), der als französischer Konsul in Longzhou (Guangxi) als erster westlicher Mensch diese Tiere beobachtete.

## Merkmale
Tonkin-Schwarzlanguren sind schlanke, langschwänzige Primaten. Sie erreichen eine Kopfrumpflänge von 47 bis 64 Zentimetern und eine Schwanzlänge von 74 bis 96 Zentimetern. Männchen werden mit 6,5 bis 7,2 Kilogramm Gewicht schwerer als Weibchen, die 5,5 bis 6 Kilogramm auf die Waage bringen. Ihr Fell ist überwiegend schwarz gefärbt, von den Mundwinkeln bis zu den Ohren erstreckt sich ein weißer Streifen. Auffällig ist der lange Haarschopf an der Oberseite des Kopfes. Die Hände und Füße sind schlank und die Daumen sehr klein.

## Verbreitung und Lebensraum

Verbreitungsgebiet des Tonkin-Schwarzlanguren

Tonkin-Schwarzlanguren sind im südlichen China (Provinzen Guangxi und Guizhou) sowie im nördlichen Vietnam (in der namensgebenden Region Tonkin) beheimatet. Ihr Lebensraum sind mit Regen- oder Monsunwäldern bestandene Karstgebiete. Das Verbreitungsgebiet ist in Vietnam stark fragmentiert und umfasst Teile der Provinzen Bắc Kạ, Cao Bằng, Hà Giang, Thái Nguyên und Tuyên Quang.

## Lebensweise und Ernährung
Tonkin-Schwarzlanguren sind wie alle Altweltaffen tagaktiv, zur Nachtruhe ziehen sie sich insbesondere bei Schlechtwetter häufig in schwer zugängliche Karsthöhlen zurück. Tagsüber halten sie sich vorwiegend in den Bäumen auf, wo sie sich auf allen vieren fortbewegen. Sie leben in Gruppen von 4 bis 27 (üblicherweise rund ein Dutzend) Tieren, die sich aus einem Männchen, mehreren Weibchen und Jungtieren zusammensetzen. Die Weibchen etablieren eine Rangordnung, die unter anderem im Zugang zu Nahrungsquellen und in der gegenseitigen Fellpflege zum Ausdruck kommt.
Diese Primaten sind Pflanzenfresser, die vorwiegend Blätter zu sich nehmen. Daneben verzehren sie Früchte, Blüten und Knospen. Wie alle Schlankaffen haben sie einen mehrkammerigen Magen zur besseren Verwertung der Pflanzennahrung.

## Fortpflanzung
Nach einer rund sechs- bis siebenmonatigen Tragzeit kommt in der Regel ein einzelnes Jungtier zur Welt. Dieses ist wie bei allen Haubenlanguren orange gefärbt und wiegt rund 0,5 Kilogramm. Nicht nur die Mutter, sondern auch die anderen Weibchen der Gruppe kümmern sich um das Jungtier. Sie reichen es herum, spielen mit ihm und tragen es. Bei Eintreten der Geschlechtsreife – mit 4 bis 5 Jahren – müssen die Männchen ihre Geburtsgruppe verlassen.

## Bedrohung
Die Hauptbedrohung der Tonkin-Languren stellt der Verlust ihres Lebensraums durch Waldrodungen dar, in geringerem Ausmaß auch die Bejagung. In Vietnam wurde ihr Verbreitungsgebiet durch Bombardements und den Einsatz von Entlaubungsmitteln im Vietnamkrieg stark in Mitleidenschaft gezogen. In Vietnam dürfte die Gesamtpopulation nicht mehr als 500 Tiere betragen, in China wurde die Anzahl 2003 auf 1400 bis 1650 Tiere geschätzt. Insgesamt wird die Art von der IUCN als „stark gefährdet“ (endangered) gelistet.

## Systematik
Der Tonkin-Schwarzlangur bildet mit einigen weiteren Arten innerhalb der Gattung der Haubenlanguren die francoisi-Gruppe, deren Vertreter alle durch ein vorwiegend schwarzes Fell gekennzeichnet sind und hauptsächlich auf der Indochinesischen Halbinsel leben. Die weiteren Arten der francoisi-Gruppe sind der Delacour-Schwarzlangur (T. delacouri), der Indochinesische Schwarzlangur (T. ebenus), der Hatinh-Langur (T. hatinhensis), der Südliche Schwarzlangur (T. laotum), der Weißkopflangur (T. leucocephalus) und der Cat-Ba-Langur (T. poliocephalus). Einige dieser Arten werden manchmal als Unterarten des Tonkin-Schwarzlanguren betrachtet.